# ويلهلم شيبر

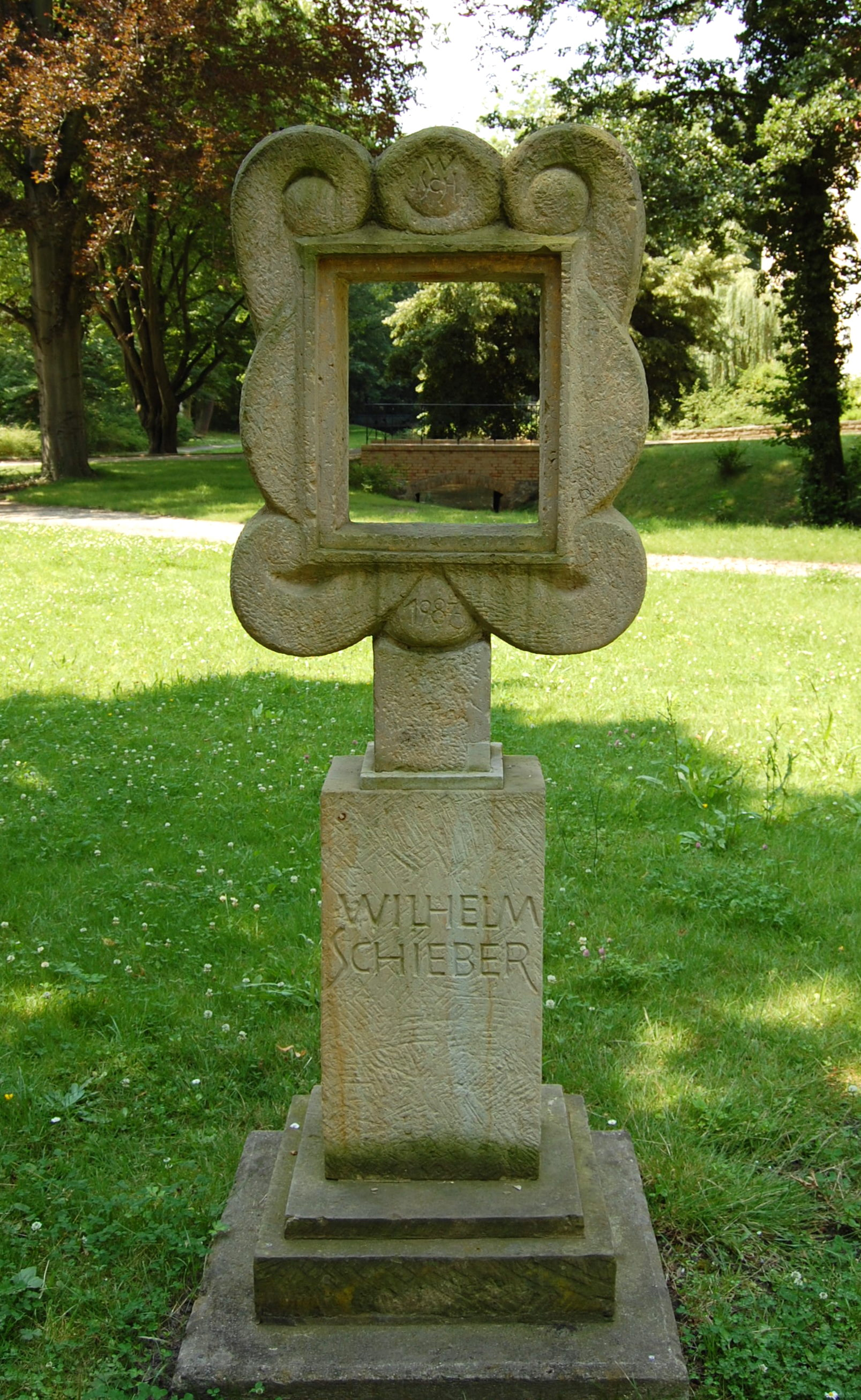
نصب تذكاري للفنان فيلهلم شيبر في حديقة قلعة فيتشاو، 1987

ويلهلم شيبر (بالألمانية: Wilhelm Schieber) (و. 1887 – 1974 م) هو فنان ألماني، ولد في فتشاو، توفي في فتشاو، عن عمر يناهز 87 عاماً.